# Ogradena Veche
Ogradena Veche (în maghiară Óasszonyrét), a fost un sat în județul Caraș-Severin, care prin unirea, în perioada interbelică, cu Ogradena Nouă a devenit Ogradena

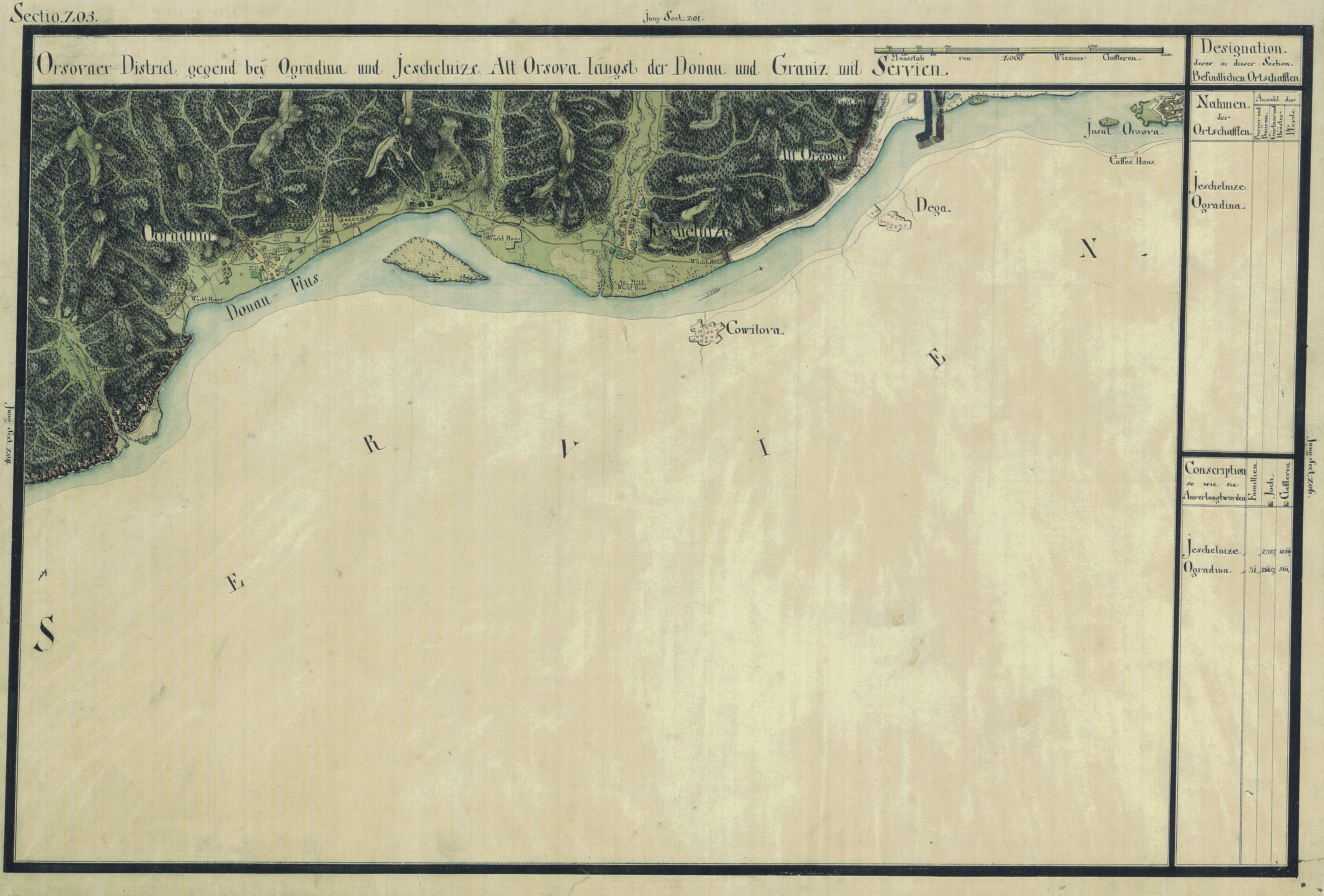
Ogradena Veche în Harta Iosefină a Banatului, 1769-72